# ماسة بلازا
ماسة بلازا هو مجمع تجاري في منطقة المهاجرين، حي المالكي في العاصمة السورية دمشق مؤلف من ثلاثة طوابق، متعدد النشاطات يوجد فيه سوبرماركت (غراند مارت) كما يوجد فيه مطاعم عالمية عدة أبرزها رود هاوس (Road House) وموكا آند مور (Moka and More) و فليم (Flame) وغراند مارت كافيه (Grand Mart Cafe) وسكند كوب إضافة إلى وجود اقسام مختلفة منها قسم خاص بالإلكترونيات (Home IT) وقسم للملابس (La Mirada) .